# راشيل واتسون
راشيل واتسون (بالإنجليزية: Rachel Watson)‏ هي ممثلة أسترالية، ولدت في 17 أكتوبر 1991 في برث في أستراليا.

## وصلات خارجية
- راشيل واتسون على موقع IMDb (الإنجليزية)
- راشيل واتسون على موقع قاعدة بيانات الفيلم (الإنجليزية)